# Fechtmeisterschaften der Deutschen Turnerschaft 1921
Die Fechtmeisterschaften der Deutschen Turnerschaft 1921 wurden Anfang Juni 1921 in Jena ausgetragen. Es fanden nur Mannschaftswettkämpfe im Säbelfechten statt. Sieger wurde der Kreis Sachsen. Parallel zur Deutschen Turnerschaft trug der Deutsche Fechter-Bund eigene Einzel- und Mannschaftsmeisterschaften aus.

## Ergebnisse
Es gewann die Mannschaft aus Sachsen vor den Mannschaften des Mittelrheinkreises und Thüringens. Bester Einzelfechter war Hans Thomson (Offenbach, Mittelrheinkreis) vor Erwin Casmir (Berlin, Kreis Brandenburg) und Otto Angermann (Dresden, Kreis Sachsen).
| Platz | Verein                 | Sportler |
| ----- | ---------------------- | -------- |
| 1     | Sachsen (Kreis XIV)    |          |
| 2     | Mittelrhein (Kreis IX) |          |
| 3     | Brandenburg            |          |

Weitere Platzierungen: 4. Thüringen, 5. Rheinland